# Stade Briochin
Stade Briochin, được thành lập vào năm 1904, là một đội bóng đá Pháp có trụ sở tại Saint-Brieuc, Pháp. Đội chơi tại Stade Fred Aubert ở Saint-Brieuc, nơi có thể chứa 11.000 người hâm mộ.
Đôi đã chơi cho phần lớn sự tồn tại của họ ở cấp độ nghiệp dư của hệ thống giải bóng đá Pháp, nhưng đã trải qua ba mùa giải thứ hai trong giải đấu chuyên nghiệp trong giai đoạn 1993-1997, trước khi bị thanh lý và phải xuống hạng CFA 2.

## Lịch sử
Cho đến năm 1959, Stade Briochin thi đấu tại Ligue de Bretagne, giải đấu nghiệp dư khu vực của Brittany. Trong năm trong mười năm tiếp theo, họ thi đấu Championnat de France Amateur, lúc đó là giải bóng đá nghiệp dư hàng đầu. Họ thi đấu ở cấp độ này, khi hệ thống giải đấu bóng đá Pháp tự tái cấu trúc, cho đến năm 1988 khi họ bị loại khỏi Ligue de Bretagne Division Honneur (giải hạng năm, có hiệu lực, ở giai đoạn này) đến Ligue de Bretagne Division Supérieure Régionale.
Từ mùa giải 19888-89, câu lạc bộ đã thăng hạng ba lần trong bốn mùa giải, và vào năm 1993, họ đã hoàn thành vị trí thứ 6 trong Division 2, đây vẫn là kết thúc cao nhất của họ cho đến nay.
Trong mùa giải 1996-97, câu lạc bộ bắt đầu gặp vấn đề về nợ nần, và vào ngày 24 tháng 3 năm 1997, đội đã bị thanh lý theo lệnh của tòa án và bị xuống hạng từ giải bóng đá chuyên nghiệp.
Câu lạc bộ đã khởi động lại ở Championnat de France Amateur 2 cho mùa giải 1997-98, rơi xuống Ligue de Bretagne Division Honneur (nay là giải hạng sáu) vào năm 2008 và tiếp tục đến Ligue de Bretagne Division Supérieure Élite (giải hạng bảy) vào năm 2011. Các lần thăng hạng liên tiếp vào năm 2012 và 2013 đã đưa câu lạc bộ trở lại CFA 2.

## Danh hiệu

### Cuộc thi chuyên nghiệp
- Championnat National: Vô địch (Bảng A) 1996

### National Amateur
- Phân khu 3: Vô địch (Nhóm Tây) 1993
- Phân khu 4: Vô địch (Bảng D) 1991
- Championnat de France Amateur 2: 2017

### Regional Amateur
- Division Honneur (Ligue de l'Ouest) 1959, 1968, 1974, 1990
- Division Honneur (Brittany): 2013